# Statue équestre de Jeanne d'Arc (Moreau et Le Nordez)
Pour les articles homonymes, voir Liste de statues équestres de Jeanne d'Arc.
La statue équestre de Jeanne d'Arc est une sculpture de Mathurin Moreau et Pierre Le Nordez. Créée en 1899, plusieurs exemplaires en ont été réalisés.

## Description
La sculpture est une statue équestre. Jeanne d'Arc est représentée en armure, brandissant son étendard dans sa main droite. Elle chevauche un cheval cabré : seules les deux pattes arrière reposent sur le socle.
Les exemplaires réalisés sont en fonte. Toutes les versions reposent sur un piédestal, de forme et de matériaux divers.

## Histoire
La statue équestre de Jeanne d'Arc est commandée par l'évêque Albert Le Nordez à la fin du XIXe siècle, pour sa ville natale de Montebourg dans la Manche. Il s'adresse à son frère Pierre Le Nordez, sculpteur animalier spécialisé dans les statues de chevaux. Il s'adjoint le concours du sculpteur Mathurin Moreau : Le Nordez sculpte la monture, Moreau sa cavalière.
La sculpture est fondue par la fonderie d'art du Val d'Osne et Albert Le Nordez en fait don Montebourg, où elle est inaugurée le 15 octobre 1899, érigée sur un piédestal en pierre de Dijon (Le Nordez est alors évêque de cette ville).
L'œuvre est un succès : au cours de la première moitié du XXe siècle, huit autres exemplaires sont fondus pour différentes communes de France, ainsi qu'en Algérie et en Belgique.
La statue de Montebourg est inscrite au titre des monuments historiques le 18 août 2006.

## Exemplaires
9 exemplaires de la statue ont été réalisés : 7 sont érigés en France, 1 en Algérie et en Belgique. La liste suivante les recense.
| Pays     | Ville                     | Lieu                                           | Installation | Notes | Coordonnées                        | Image |
| -------- | ------------------------- | ---------------------------------------------- | ------------ | --- | ---------------------------------- | ----- |
| Algérie  | Skikda                    | Centre culturel Ahcene Chebli                  | 1901         | Installée alors pendant la période coloniale (alors que la ville s'appelle Philippeville), la statue est oubliée après l'indépendance de l'Algérie en 1962. Elle est redécouverte en 2007 et installée dans l'enceince du musée. | 36° 53′ 00″ nord, 6° 54′ 19″ est   |       |
| Belgique | Burdinne                  | Parc du centre pénitentiaire école de Marneffe | 1913         | La statue est installée en 1913 dans ce qui est alors le collège français Saint-Joseph |                                    |       |
| France   | Alise-Sainte-Reine        | Rue de l'Hôpital                               | 1901         | | 47° 32′ 15″ nord, 4° 29′ 35″ est   |       |
| France   | La Chapelle-Saint-Laurent | Place Jeanne-d'Arc                             | 1936         | | 46° 44′ 43″ nord, 0° 28′ 39″ ouest |       |
| France   | Gandrange                 | Place Jeanne-d'Arc                             | 1936         | Placée au sommet du monument aux morts | 49° 16′ 06″ nord, 6° 07′ 35″ est   |       |
| France   | Montebourg                | Rue du Général-Leclerc                         | 1899         | Premier exemplaire de la statue ; Inscrit MH (2006) | 49° 29′ 20″ nord, 1° 23′ 07″ ouest |       |
| France   | Rognonas                  | Place Jeanne-d'Arc                             | 1924         | Placée au sommet du monument aux morts | 43° 53′ 55″ nord, 4° 48′ 11″ est   |       |
| France   | Saint-Germain-sur-Moine   | Rue de la Mairie                               |              | Don du docteur Raffegeau en 1914, la statue est placée au sommet du monument aux morts après la Première Guerre mondiale | 47° 07′ 08″ nord, 1° 07′ 27″ ouest |       |
| France   | Saint-Maurice-sur-Moselle | Ballon d'Alsace                                | 1909         | | 47° 49′ 29″ nord, 6° 50′ 20″ est   |       |